# Sowulo
Sowulo (ook wel Sowilo) is de zestiende rune van het oude futhark. De klank is 'S'. Sowulo is de achtste en laatste rune van de tweede Aett. Deze rune betekent zon. 

## Karaktercodering
| Unicode Codepoint | U+16ca                |
| Unicode-Name      | RUNIC LETTER SOWILO S |
| HTML              | &#5834;               |

## Trivia
- De gelijknamige Nederlandse folkact Sowulo werd naar deze rune vernoemd.